# Leteča letalonosilka
Leteča letalonosilka tudi zračna letalonosilka (ang. Airborne aircraft carrier ali carrier aircraft) je velik zrakoplov, ki lahko prevaža druge manjše zrakoplove, kot npr. letala.
Ene izmed prvih zračnih letalonosilk so bili predelani cepelini (toge zračne ladje). Primer je britanska zračna ladja razreda 23 iz leta 1918 ali pa zračna ladja razreda R33 iz 1920ih, ki je prevažala lahka letala de Havilland Humming Bird. Letala tistega časa so letela razmeroma počasi, tako da ni bilo težav pri vzletu in pristanku z leteče letalonosilke. Hranili so jih v hangarjih v notranjosti cepelina.
Ameriški cepelini, ki so služili kot zračne letalonosilke: 
- USS Los Angeles (ZR-3),
- USS Akron (ZRS-4)
- USS Macon (ZRS-5)

Pozneje so predelovali tudi bombnike ali transportna letala, ki so služili kot matična plovila. Primer so bombniki Tupoljev TB-1 in TB-3 v projektu Zveno. Američani so uporabljali bombnike Boeing B-29 Superfortress in Convair B-36 Peacemaker v projektu FICON za prevažanje lovcev Republic F-84F Thunderstreak in McDonnell XF-85 Goblin. Med 2. svetovno vojno je japonski bombnik Mitsubishi G4M prevažal raketno kamikaze letalo Ohka.
Antonov An-225 se je uporabljal kot transporter za vesoljski čolniček Buran, Boeing 747 pa za raketoplan Space Shuttle.